# Philippe Vandenberg

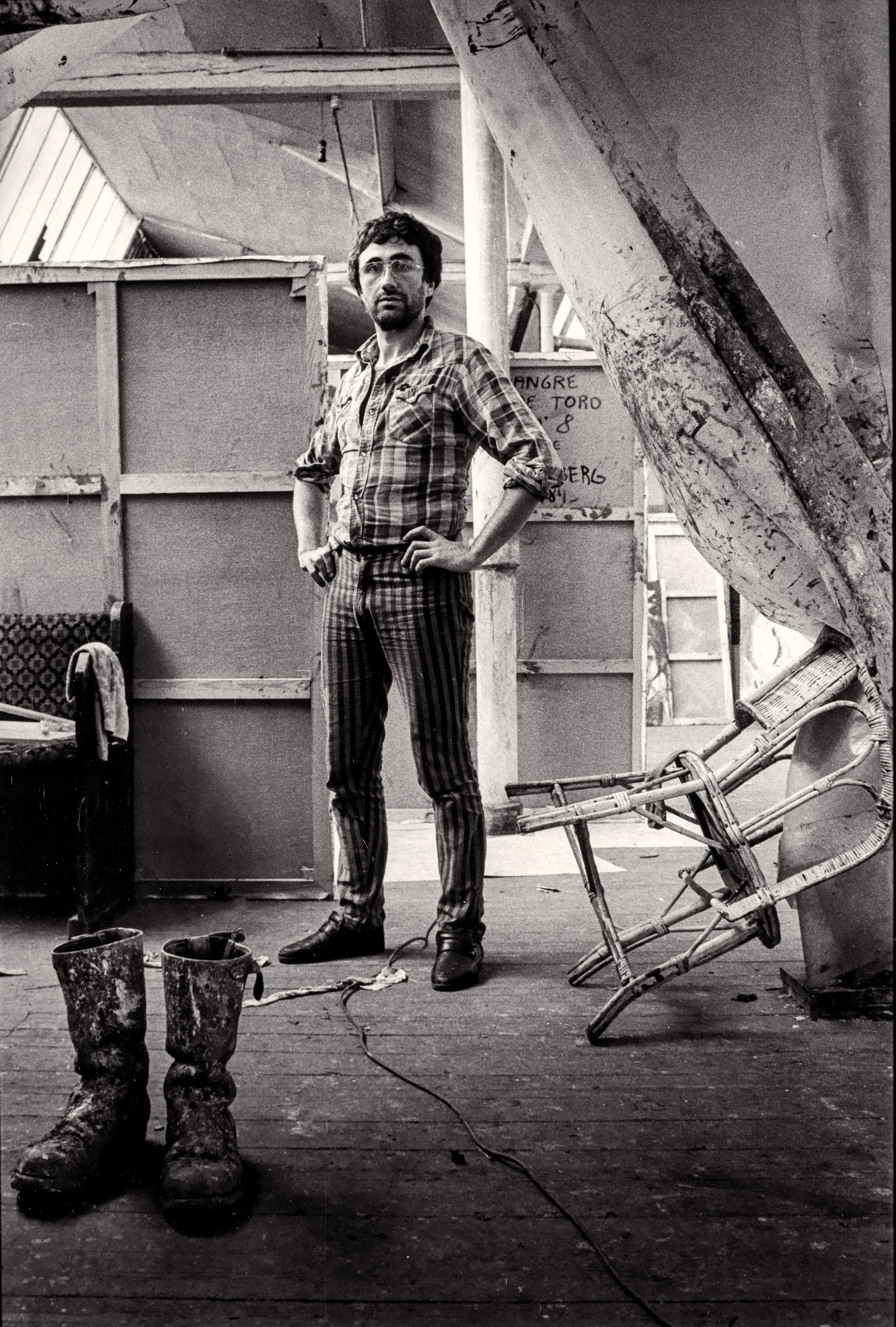
Philippe Vandenberg in zijn atelier in de Gentse Hofstraat in de jaren tachtig.

Philippe Vandenberg, geboren Philippe Vandenberghe (Gent, 1952 - Sint-Jans-Molenbeek, 29 juni 2009) was een Belgisch kunstschilder. 

## Biografie
Philippe Vandenberg is geboren in 1952 te Gent waar het contact met de werken van Hieronymus Bosch en Gustave Van de Woestijne in het Museum voor Schone Kunsten zijn fascinatie zullen opwekken voor de schilderkunst. In 1970 begint hij zijn studies Letteren & Wijsbegeerte en Kunstgeschiedenis aan de Universiteit Gent die hij in 1972 stopt om zich volledig toe te leggen op een studie schilderkunst. In 1976 studeert hij af in de richting schilderkunst aan de Koninklijke Academie voor Schone Kunsten te Gent en twee jaar later vertrekt hij voor de eerste keer naar New York waar hij de ruimte leert kennen in de werken van Pollock, Rothko en Kline en vooral werd getroffen door 'Val van de opstandige Engelen' door Ensor. 
Een eerste bezoek aan het  Museo del Prado in 1980 ontwikkelt zijn passie voor Diego Velázquez, El Greco en Francisco Goya. Philippe Vandenberg blijft geboeid door de literatuur en een ontmoeting met Hugo Claus in 1985 resulteert in de literaire uitgave De Gezegden, waar zijn link met de literatuur weer wordt opgenomen. Daarna start Vandenberg zijn eerste tekenboeken waarbij de tekening in functie staat van het boek. In 1994 doorleeft hij Job en de Apocalyps, Augustinus, Sophocles, Heiner Müller, San Juan de la Cruz en Emil Cioran. Een jaar later schrijft hij de suite teksten 'De stand der dingen' en 'De lamentaties van het schip', die in dialoog met lithografieën als boek worden uitgegeven en schildert hij 'Het zevende zegel', een werk opgebouwd uit kleine, schraal beschilderde panelen waar naast olieverf ook aquarel, gouache en bloed gebruikt worden. Net als in de tekeningen beginnen de werken ensembles te vormen. Hij had ook een werkplaats in Brussel (Sint-Jans-Molenbeek). 
Tussen 1996 en 1999 bezoekt hij herhaaldelijk Marseille, geboortestad van Antonin Artaud en plaats van overlijden van Rimbaud, en start hij met potlood en aquarel Les Carnets, een soort van dagboeken die bestaan uit tekeningen, aquarellen en notities. Hij interesseert zich voor Georg Trakl en Paul Celan en schildert het portret van Artaud en Ulrike Meinhof. In 1999 volgt zijn retrospectieve tentoonstelling in het Museum van Hedendaagse Kunst Antwerpen en schrijft hij de tekst Op weg in een kooi is een man, zijn handen rood, een tussentijdse reflectie op zijn oeuvre. Les Carnets komen steeds meer op de voorgrond en in 2003 wordt hieruit voor de eerste maal een belangrijke selectie tekeningen getoond onder de titel Daily Drawings of Good & Vile 1997-2003. De voorstelling van Pelgrims Keel, een uitgave met tekst en tekeningen van Philippe Vandenberg naar een grafisch ontwerp van Inge Ketelers, vindt datzelfde jaar plaats in het Museum Dr. Guislain. In 2004 wordt Exil de Peintre uitgegeven, een bibliofiele uitgave met etsen en de tekst 'Lettre au Nègre' van Philippe Vandenberg (Ergo Pers, 2004). In het oeuvre van Philippe Vandenberg gaan tekst en beeld steeds intenser met elkaar dialogeren en deze uitgave is daar een uiting van. In 2008 was Vandenberg artist in residence in het Gentse Museum voor Schone Kunsten waar hij in confrontatie ging met de bekende oude meesters. 
Na een bewogen internationale carrière besliste Philippe Vandenberg op 29 juni 2009 een einde te maken aan zijn leven.
De Estate Philippe Vandenberg stelt zich tot doel het werk van Philippe Vandenberg op internationaal niveau actueel te houden. Samen met de Zwitserse galerie Hauser & Wirth promoten zij het werk van de kunstenaar.
Vandenberg had drie kinderen.